# Бонанно Пизано
Бонанно Пизано (итал. Bonanno Pisano; родился в Пизе; упоминался в 1170-е — 1180-е годы) — итальянский скульптор периода проторенессанса луккано-пизанской школы, совмещавший в своём творчестве элементы византийского и наследия античного искусства. Джорджо Вазари в своём произведении «Жизнеописания наиболее знаменитых живописцев, ваятелей и зодчих» приписывал ему создание Пизанской башни.

## Биография
Бонанно родился в Пизе и провёл большую часть жизни, работая в этом городе. В 1180-х годах он уехал в Монреале на Сицилию, где завершил создание дверей для собора, после чего вернулся в Пизу, где и скончался. Бонанно был похоронен у подножия Пизанской башни, где его саркофаг был обнаружен в 1820 году. В некоторых источниках Бонанно вместе с неким Вильгельмом из Инсбрука называют авторами проекта башни и, соответственно, авторами неправильно рассчитанного фундамента — башню начали строить в 1173 году.
Между мартом 1179 года и мартом 1180 года Бонанно Пизано создал бронзовые Королевские врата Пизанского собора (уничтожены пожаром в 1595 году).

## Двери Сан-Раньери в Пизе
| Двери Сан-Раньери | Иконографическая схема ворот Сан-Раньери |

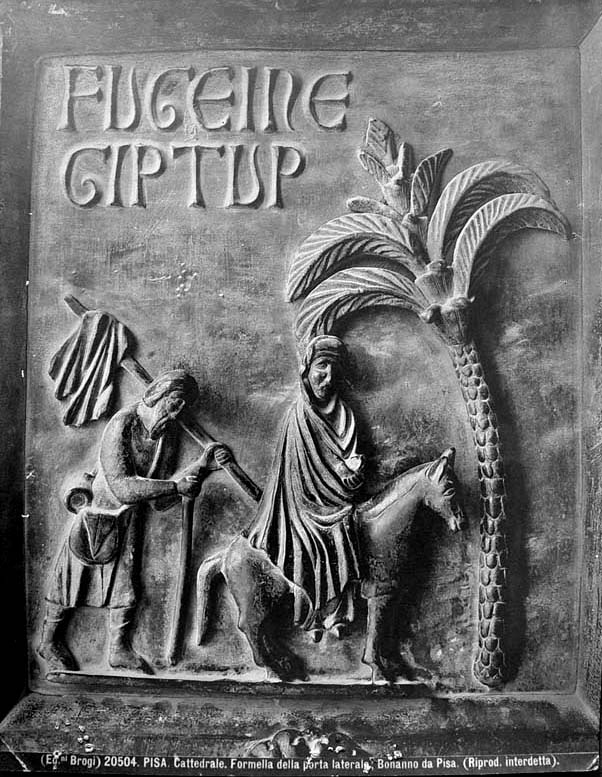
Бронзовая панель Бегство в Египет на воротах Сан-Раньери Пизанского собора

С 1186 года он создавал двери Сан-Раньери, расположенные в правом трансепте Пизанского собора и изображающие основные эпизоды из жизни Христа. Дверные панели из бронзы изображают двадцать основных эпизодов из «Жития Христа».
Чтение сцен начинается с первой панели внизу слева и продолжается слева направо по всем последующим рядам, вплоть до последнего.

## Ворота собора Монреале

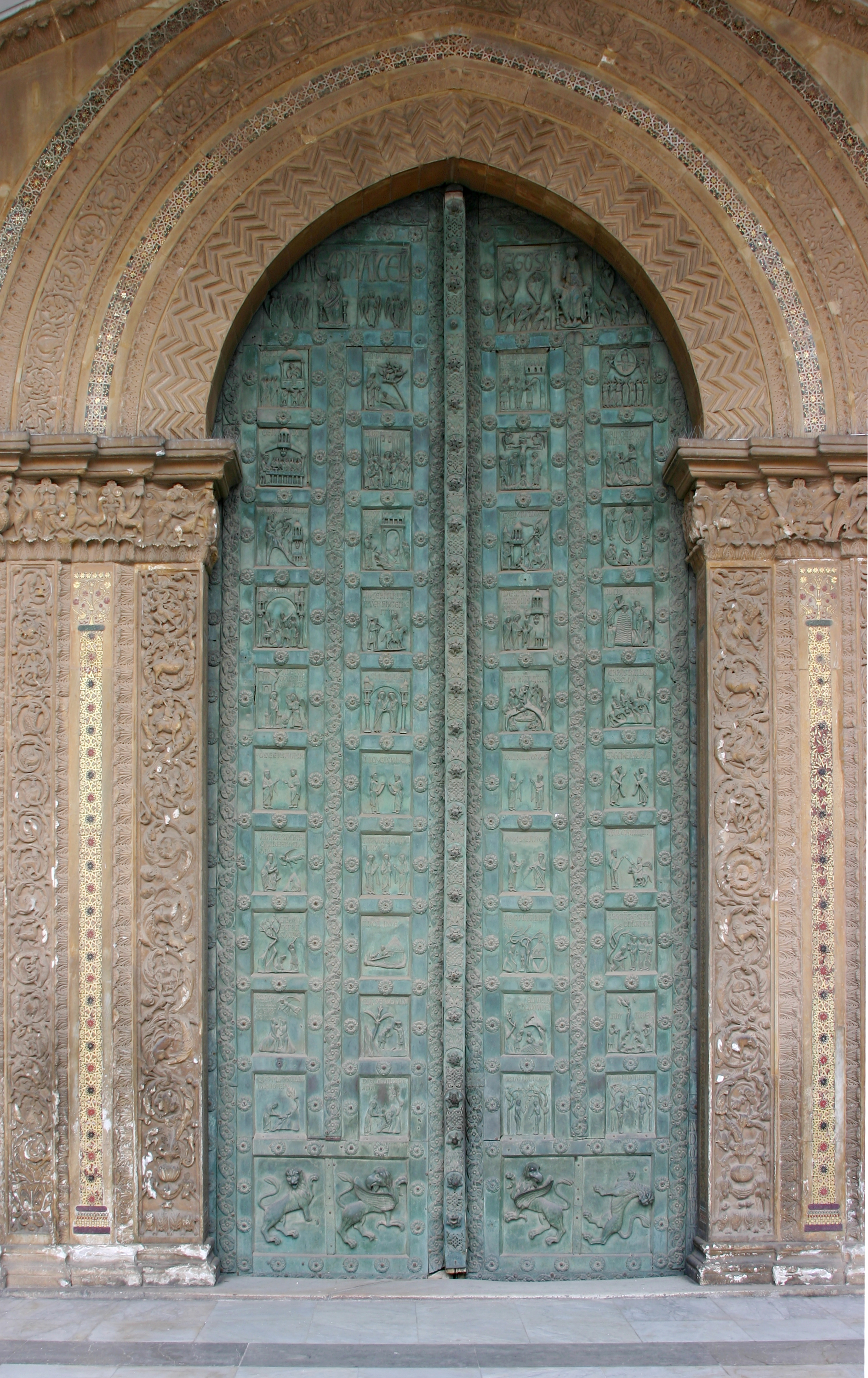
Ворота собора Монреале

Созданные между 1185 и 1186 годами, ворота собора Монреале подписаны «Bonanno civis pisanus». Они изображают пять сцен из Ветхого Завета в нижней части, начиная с Адама и Евы, и пять сцен из Нового Завета в верхней части, заканчивая сценой «Христос и Мария в славе Рая».

## Родословная Джозефа Бонанно
Итало-американский мафиозный босс Джозеф Бонанно утверждал, что является потомком Бонанно Пизано.